# Revendications territoriales en Arctique
 (juin 2024).

Carte topographique de l'Arctique

En l'état actuel du droit international, aucun pays ne possède le pôle Nord ou la région de l'océan Arctique qui l'environne. Les cinq États entourant la zone, la Russie, les États-Unis (par l'Alaska), le Canada, la Norvège et le Danemark (par le Groenland) voient leur souveraineté limitée par la limite des 200 milles marins (zone économique exclusive).
Par la ratification de la Convention des Nations unies sur le droit de la mer, chaque pays dispose d'une période de dix ans pour revendiquer l'extension de son plateau continental. De ce fait, la Norvège (qui l'a ratifié en 1996), la Russie (en 1997), le Canada (en 2003) et le Danemark (en 2004) ont mis en œuvre divers projets de revendication sur certains secteurs de l'Arctique qui pourraient relever de leur territoire. Les États-Unis ont signé mais pas encore ratifié le traité, bien que George W. Bush ait incité le Sénat américain à le faire le 15 mai 2007. Le 31 octobre 2007, la Commission des Affaires étrangères du Sénat américain a renvoyé le texte au Sénat pour ratification.

## Pôle Nord et océan Arctique

### Des secteurs nationaux: 1925-2005
En 1925, se fondant sur le principe des secteurs, le Canada est devenu le premier État à étendre ses frontières en direction du Nord et du Pôle, du moins sur papier, entre les 60°O et 141°O de longitude. Cette revendication n'est cependant pas universellement admise (il y a en effet 415 milles nautiques, soit 770 km, d'océan entre le pôle et les côtes les plus septentrionales du Canada). La Russie (entre le 35°E et le 170°O) et la Norvège (du 5°E au 35°E) ont également revendiqué de tels secteurs, tout comme les États-Unis (entre le 170°W et le 141°W). La souveraineté du Danemark sur l'ensemble du Groenland a été reconnue par les États-Unis en 1916 et par la Cour permanente internationale de justice en 1933. Le Danemark pouvait donc également revendiquer un secteur (entre le 60°O et le 10°O).
Par ailleurs, le Canada revendique les eaux situées entre les îles de l'archipel arctique canadien en tant qu'eaux « intérieures ». Les États-Unis ne reconnaissent pas ces revendications.
Le 15 avril 1926, le Præsidium du Soviet suprême de l'URSS déclara territoire soviétique la zone située entre deux lignes (35°E et 170°W) tirées depuis Mourmansk et depuis la péninsule Tchouktche jusqu'au Pôle Nord.
Pour le reste, jusqu'en 1999 le pôle Nord et la majeure partie de l'océan Arctique ont été globalement considérés comme zone internationale. Mais depuis que les glaces polaires tendent à fondre, à une vitesse supérieure à celle envisagée, plusieurs pays ont renouvelé leurs revendications et en ont lancé de nouvelles sur les eaux et fonds marins du pôle.[réf. souhaitée]

### Une nouvelle course vers le Nord: depuis 2006
La province autonome danoise du Groenland a la côte la plus proche du Pôle nord, et le Danemark soutient que la dorsale de Lomonossov est en fait une extension du Groenland. Le projet danois fut soutenu par une expédition (LORITA-1) en avril-mai 2006 et s'est poursuivi avec une recherche en tectonique lors de l'expédition LOMROG, au cours de l'Année polaire internationale 2007-2008.
Le 27 novembre 2006, la Norvège a également déposé une demande officielle à  la commission des Nations unies sur les limites du plateau continental en accord avec la Convention des Nations unies sur le droit de la mer (article 76, paragraphe 8). Celle-ci vise à étendre la zone des 200 milles norvégienne dans trois secteurs de l'Atlantique du Nord-Est et dans l'Arctique. La demande déposée précise qu'une demande additionnelle sera déposée ultérieurement.
La Russie revendique une part plus importante s'étendant jusqu'au pôle Nord. Moscou défend l'idée que les fonds arctiques et sibériens sont reliés en un unique plateau continental.
Le 20 décembre 2001, la Russie a déposé sa demande officielle à la Commission des Nations unies. Ce document propose d'établir une nouvelle limite du plateau continental russe, au-delà de la ZEE mais à l'intérieur du secteur arctique russe. Le territoire ainsi revendiqué couvre une large partie de l'Arctique et inclut le pôle. L'un des arguments avancé est que la dorsale de Lomonossov et la dorsale de Mendeleïev sont des extensions du continent eurasiatique. En 2002 la Commission des Nations unies, sans rejeter ou accepter la demande, recommanda de nouvelles recherches.

De plus, il pourrait sembler étrange que la Russie n'ait pas encore utilisé son "mécanisme par défaut" tel que la politique du fait accompli ou le recours à la force pour revendiquer et contrôler les riches ressources minérales des fonds marins de l'Arctique. « Au lieu de cela, le président Vladimir Poutine a préféré un processus juridique complexe. Il faut dire que celui-ci est de nature à accéder à certaines prétentions russes. » (Elizabeth Buchanan pour le Rubicon). Cette préférence pour le respect des règles reflète une approche opportune et réaliste de la politique étrangère.

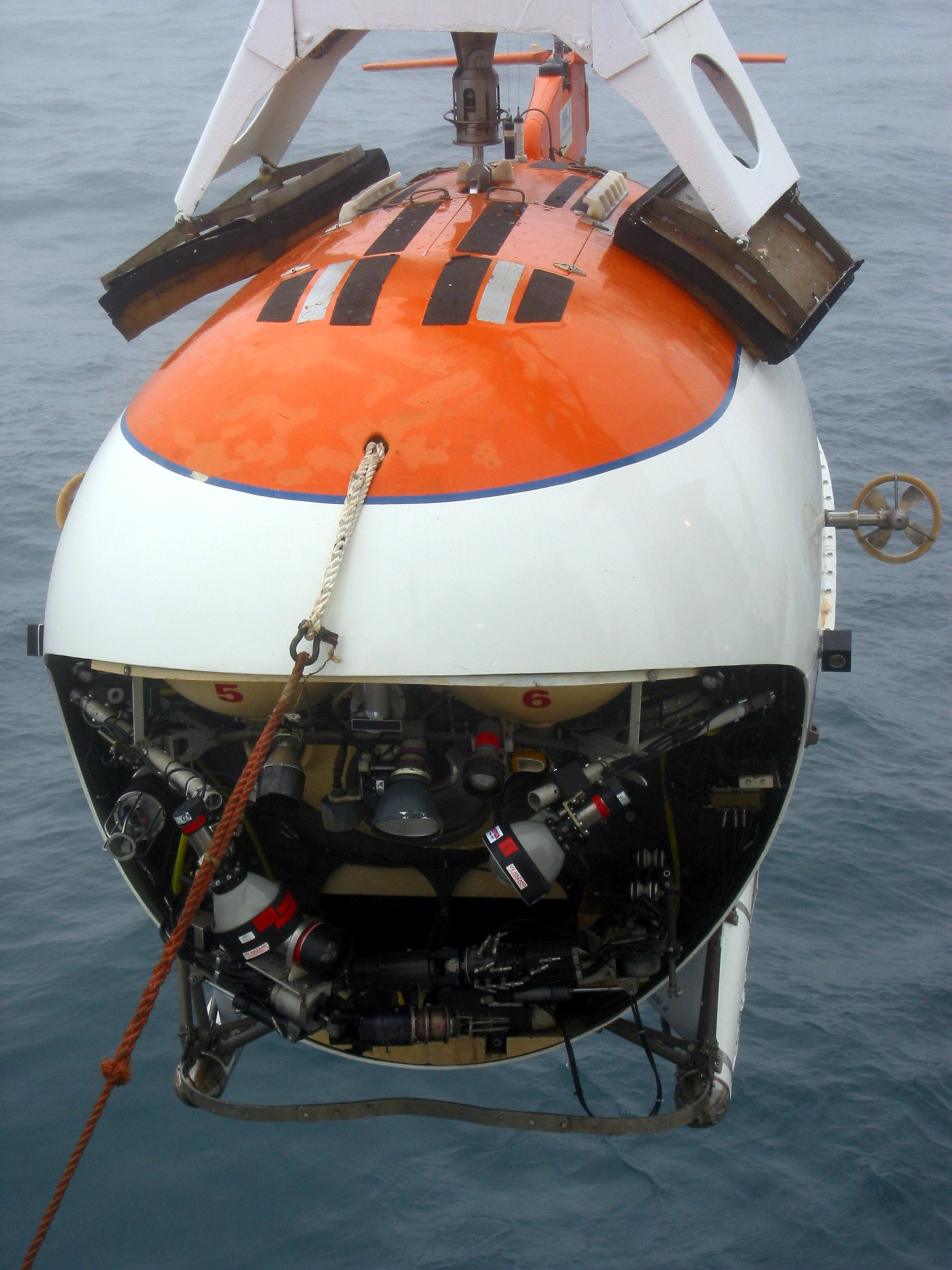
Submersible MIR.

Le 2 août 2007, une expédition russe appelée Arktika 2007, composée de six explorateurs dirigés par Arthur Tchilingarov, utilisant des submersibles Mir, descendit pour la première fois de l'histoire au fond de l'océan Arctique sous le pôle Nord. Un drapeau russe fut planté et des sédiments et de l'eau furent récoltés afin de fournir de nouvelles preuves des richesses minérales de l'Arctique.
Depuis 2008, la Russie a intensifié ses efforts pour agrandir ses territoires jusqu'à l'Antarctique. Elle veut réactiver des bases datant de l'ère soviétique et en construire des nouvelles. Elle déploie aussi ses puissants brise-glaces nucléaires en Arctique, consolidant ainsi sa présence dans cette région stratégique. Ces actions démontrent la volonté russe de renforcer son influence sur les régions polaires.[réf. nécessaire]
La Russie exploite les nouvelles voies de transport mondial et des routes de données via les câbles sous-marins. Elle saisit les opportunités offertes par la localisation par satellites par des fins militaires mais aussi par des fins scientifiques, renforçant sa position stratégique et technologique dans l’Arctique.
Elle déploie aussi ses puissants brise-glaces nucléaires en Arctique, consolidant ainsi sa présence dans cette région stratégique. Ces actions démontrent la volonté russe de renforcer son influence sur les régions polaires.[réf. nécessaire]
« La concurrence et la militarisation accrues dans la région arctique, notamment de la part de la Russie et des États-Unis, sont préoccupantes », constatait l'amiral Rob Bauer.
Depuis, la Russie a intensifié ses efforts pour prouver ses revendications, notamment en réalisant des expéditions scientifiques et des relevés géologiques. Par ailleurs, cette revendication a des implications internationales, suscitant la réaction d’autres pays comme le Canada, le Danemark (via le Groenland), la Norvège et les États-Unis, qui ont également des intérêts dans la région. La concurrence pour le contrôle de l'Arctique est motivée par la richesse en ressources naturelles de cette zone, ainsi que par l'ouverture de nouvelles routes maritimes en raison de la fonte des glaces.
Ces rivalités sont amplifiées par des tensions géopolitiques plus larges, y compris des différents sur des questions de sécurité, de souveraineté et d'accès aux ressources naturelles.
Entre 2019-2020 une augmentation de la température cause la fonte de la banquise en Arctique, ce qui a menacé la biodiversité sur la route maritime du nord.[réf. nécessaire]
La Russie met en place des forages, qui sont stoppés en 2013 par l’association pour l’environnement Greenpeace.[réf. nécessaire]
Depuis, la Russie a connu un essor considérable au niveau de l’économie avec de bons revenus ( revenus naturels, réserves énergétiques et minéraux convoités ).
Ajoutons à cela le secteur touristique qui est en plein essor actuellement avec des voies de communication et une stratégie mise en place entre l’Asie et l’Europe.
L’un des objectifs de la Russie était de devenir le principal réservoir stratégique des ressources naturelles avant 2020.[réf. nécessaire]
En septembre 2013, Vladimir Poutine a également prononcé un discours à bord d'un brise-glace nucléaire, appelant à poursuivre les efforts pour sécuriser les intérêts « stratégiques, économiques, scientifiques et défensifs » de la Russie dans l'Arctique.
La Russie demeure un acteur majeur des revendications territoriales en Arctique, mise depuis longtemps sur sa flotte de brise-glaces pour renforcer sa présence, et exploiter les ressources de cette région plus que stratégique. Cependant le conflit avec l'Ukraine datant de  2022, a considérablement compliqué l’objectif russe. En effet, les sanctions économiques internationales qui ont été imposées à la Russie, ont entravé la maintenance et la construction de nouveaux brise-glaces essentiels à la création d’un passage afin de naviguer dans les eaux glacées de l'Arctique. De nombreuses restrictions sur les exportations de technologies et de pièces détachées venant des pays occidentaux rendent la situation difficile, en limitant notamment l'accès aux équipements spécialisés et aux technologies de pointes nécessaires. Précédemment au conflit, la Russie tenait des idées ambitieuses à l’élaboration d’une nouvelle génération de brise-glaces nucléaires, dans le but d'ouvrir des routes maritimes toute l'année dans l'Arctique plus précisément dans la Route maritime du Nord, destinée à devenir une voie de transit majeure entre l'Europe et l'Asie. La Russie a figé ses financements au Conseil de l'Arctique en réorientant ses ressources dans le but d'un soutien vers l'effort de guerre Ukrainien. L’intérêt est la stabilisation de son économie et le renforcement de ses capacités militaires. Malgré tous ces défis, la Russie parvient à étendre sa présence en Arctique, au cours Enjeux de pouvoir : la bataille de l’Arctique ces dernières années. Elle a su augmenter ses bases militaires et ses infrastructures pour sécuriser ses revendications territoriales et économiques, face à la concurrence croissante des autres nations qui entourent ce territoire tant voulu, telles que les États-Unis, le Canada et la Norvège ainsi que la Chine pour la route maritime du Nord. L’Ukraine barre la route aux rêves russes de brise-glaces nucléaires dans l’Arctique expédition a également conduit à diverses tensions, notamment avec les autorités canadiennes.
En août 2007, un brise-glace américain, le USCG Cutter Healy (WAGB-20), s'est rendu dans l'Arctique afin de cartographier le fonds marin au large de l'Alaska. Larry Mayer, directeur du Center for Coastal and Ocean Mapping de l'université du New Hampshire, déclara que cette expédition était prévue depuis des mois et qu'elle n'avait rien à voir avec l'expédition russe. Le but de l'expédition américaine est de définir les limites du plateau continental de l'Alaska. Depuis l’invasion russe en Ukraine (24 février 2022), la menace russe règne en Arctique où la sécurité des frontières y est assez menacée. En effet, depuis l’arrivée au pouvoir du président russe actuel Vladimir Poutine, la Russie a augmenté ses forces autour des frontières très convoitées. C’est pourquoi ces derniers jours[Quand ?] l’OTAN fait de nombreux exercices militaires en Arctique entre la Norvège, la Suède et la Finlande. Ces manœuvres militaires sont si nombreuses qu’elles sont même considérées comme les plus importantes depuis la fin de la guerre froide. L’exercice militaire qui est le plus exercé est nommé Steadfast Defender 24. L’OTAN a mobilisé 90 000 personnes, des navires blindés ainsi que des avions de combat pour faire des exercices militaires autour de l’Arctique. Pour lutter contre cette menace, 13 pays membres de l’OTAN sont mobilisés. Parmi eux la France avec des fusiliers marins, ainsi que l'armée suédoise (récent membre à l’OTAN depuis le 7 mars 2024) et des parachutistes italiens. Au niveau maritime et aérien la Russie a gardé toutes ses forces militaires en Norvège. Néanmoins, les troupes russes près de celui-ci sont très peu présentes depuis la guerre en Ukraine. Le problème pour les membres de l’alliance militaire est que la Russie souhaite redéfinir les traces des eaux territoriales. Ce souhait de retracer la ligne de base russe devient le lieu de tensions entre les pays membres de l’Arctique qui ont peur de laisser le contrôle russe. De plus, de nombreuses tensions résident entre la Norvège, la Finlande et la Russie. Le 25 avril 2023, un accord de coopération a été signé entre la Chine et la Russie à Mourmansk, une ville proche de la Finlande[réf. nécessaire]. La Finlande est d’ailleurs un nouveau membre de l’alliance depuis le 4 avril 2023. Le lieu de cet accord n’est donc pas anodin pour la Russie qui souhaite redéfinir sa ligne de base concernant les frontières en Arctique. C’est pourquoi dans cette zone, les Russes ont construit des postes militaires.
A partir de 2014, l'ile de Kotelny (ancienne base militaire située dans l'océan Arctique) a été reprise en main par l'armée russe à des fins de défense côtière (par des missiles "Bastion"). Déjà achevées, les bases de Nagourskié (1 600 kilomètres au nord du cercle polaire, sur la terre François-Joseph) et Temp logent plusieurs centaines de militaires déployés en permanence. Toutes deux possèdent des pistes asphaltées de 2,5 kilomètres pour l'aviation, très coûteuses à construire et entretenir. La construction de quatre autres bases est en cours. Radars, systèmes antiaériens, missiles intercontinentaux percent la neige septentrionale.
En 2015, la Russie a soumis une demande à la Commission des limites du plateau continental des Nations Unies pour étendre sa zone économique exclusive (ZEE) au-delà du pôle Nord, ajoutant ainsi 100 000 km² supplémentaires à sa ZEE, qui aurait une surface de 1 191 347 km² si acceptée.
En mars 2021, la Russie a de nouveau élargi sa revendication sur le plateau continental, cette fois-ci en ajoutant 705 000 km² supplémentaires, qui correspond maintenant à 70% de l’océan Arctique. Ces revendications chevauchent les zones économiques exclusives du Danemark et du Canada, créant des zones de potentiel conflit de souveraineté.
Depuis décembre 2017, la Russie exploite d’importants gisements de gaz et pétrole se situant dans la péninsule du Yamal, péninsule qui commence en Sibérie et se termine dans l’océan Arctique. En dépit des accords signés par la Russie sur l’Arctique, notamment en 1991 avec le traité de Madrid, qui vise à protéger écologiquement le territoire de recherches touristiques ou scientifiques et étoffe également ses voies de communication entre l’Europe et l’Asie à des fins commerciales et touristiques entre les deux continents.
C'est en mars 2021 que la Russie décide d'agrandir sa revendication territoriale jusqu'à ce qu'elle atteigne celle du Canada et du Danemark. La demande russe est acceptée par la Commission le 6 février 2023. (En revanche, la revendication a été acceptée sous condition pour la réserve de Dorsale.)
En 2024, le conseil de l'Arctique est donc composé de 8 États : le Canada, le Danemark, la Finlande, l'Islande, la Norvège, la Russie, la Suède et les États-Unis.
Mais, la Russie souhaite retirer le soutien financier qu'elle fournit au conseil de l'Arctique.
La Russie possède près de la moitié du territoire arctique, son retrait du conseil causerait donc des problèmes dans l'avancement des recherches scientifiques et dans l’échange des données climatiques.
Le 12 Août 2023, le ministre de la défense russe: Sergueï Choïgou inspecte les forces militaires en Arctique. L’Arctique est devenue un enjeu stratégique majeur pour de nombreux pays car il offre de nouvelles routes maritimes et des ressources naturelles précieuses, elle permet de relier l’Europe à l’Asie plus rapidement et offre des opportunités économiques considérables.
Lors de sa visite, Choïgou a survolé le terrain d’essai central en hélicoptère où l'Union soviétique a mené de nombreux essais nucléaires pendant la Guerre froide. Ce site est utilisé pour l'essai d'armes et de matériaux militaires. Cette inspection montre la volonté de la Russie à maintenir sa supériorité militaire dans la région arctique.
Le ministre s’est intéressé aux conditions de vie des militaires. Il a visité une école et des jardins locaux pour enfants. Ce qui montre la présence importante des militaires russes pour les communautés isolées de l'Arctique.
Dans la région il y a des forces radio techniques pour surveiller le trafic aérien et des avions de chasse volant sur le territoire pour protéger face aux menaces.
Cette inspection montre la démonstration de la puissance russe et l’importance stratégique de la région.
Il y a aujourd’hui 8 pays membres du Conseil de l'Arctique: les États-Unis, le Canada, la Finlande, la Suède, la Norvège, le Danemark avec le Groenland, l'Islande et la Russie et ont donc des droits territoriaux et maritimes garantis . L'océan Arctique est un enjeu stratégique et militaire important pour les pays qui la bordent car elle regroupe de nombreuses ressources halieutiques. Selon, l'Agence gouvernementale géologique américaine, le pôle abriterait 13% du pétrole encore non-découvert et 30% du gaz non-découvert. Une volonté d’expansion et d’affirmation de leur présence est donc de plus en plus palpable chez ces pays . Particulièrement en Russie qui a depuis ces dernières années cherché à agrandir son expansion et a aujourd'hui ses bases navales les plus rapprochées du territoire américain, elle dispose aussi de 55 brises glaces ( dont certains à propulsion nucléaire ) et 2 autres en développement. De plus, l’évolution de la fonte des glaces engendrée par le réchauffement climatique pourrait aussi devenir un avantage majeur pour la mondialisation ( plutôt que de faire le tour du globe par les canaux de Suez ou de Panama, les portes containers pourraient diviser presque par 2 le trajet en passant par le pôle arctique ). Intervient alors la Chine qui n'a pourtant aucun droit territorial, voit elle aussi de nombreux avantages à avoir une présence sur le pôle arctique. Elle s’investit notamment de manière locale dans des projets pour l'industrialisation du nord de l'Arctique russe. Ce partenariat entre ces deux nations, tiens donc des nombreux intérêts et enjeux économique qu’il suscite. Il s’agit donc d’un avantage considérable pour la Chine qui pourrait étendre son commerce vers l'Europe qui est son plus gros marché.

### Futur
Le GIEC a établi en 2007 que de nouvelles richesses maritimes seront accessibles du fait du changement climatique. La zone polaire pourrait connaître un changement similaire à celui du Moyen-Orient du fait de l'ouverture du canal de Suez au XIXe siècle. On assistera à une course entre pays pour le pétrole, le poisson, les diamants qui ira en s'accélérant du fait du réchauffement climatique. Les richesses potentielles en cause ne résultent pas tant dans la pêche elle-même que dans les réserves d'énergies fossiles qui se trouveraient au fond de la mer. Leur existence est établie dans la mer de Beaufort. Le 14 septembre 2007, l'Agence spatiale européenne a rapporté que la fonte des glaces avait ouvert le passage du Nord-Ouest « pour la première fois depuis le début des études en 1978 », et que l'ampleur de la fonte en 2007 rendait le passage « pleinement navigable »,.
Le jeudi 20 mai 2021, le Conseil de l’Arctique s’est réuni au Groenland, en présence des chefs de la diplomatie russe, Sergueï Lavrov, et américaine, Antony Blinken. Cette réunion, marquée par la présidence russe du Conseil, met en lumière les rivalités géopolitiques dans l’Arctique, une région riche en ressources naturelles. La Russie, qui occupe plus de la moitié de l’espace côtier arctique, tire une part significative de son PIB des ressources locales, telles que le gaz naturel et les minerais. Le réchauffement climatique accentue ces tensions en rendant la route maritime du nord plus accessible. Par conséquent, le commerce via cette route a augmenté, augmentant l’importance stratégique de la région. Malgré son rôle dans la préservation de l’environnement et la régulation des activités en Arctique, le Conseil de l’Arctique n’aborde pas les questions militaires. Cependant, la Russie a récemment réactivé d’anciennes bases soviétiques pour des usages militaires, tandis que des exercices militaires ont eu lieu des deux côtés. La présence croissante de la Chine en Arctique, en tant qu’observateur du Conseil, suscite également des inquiétudes, même en Russie. Les tensions internationales actuelles transforment les forums de coopération multilatérale en arènes de rivalité stratégique. Un épisode notable de cette dynamique est la proposition de Donald Trump, il y a deux ans, de racheter le Groenland au Danemark, soulignant l’intérêt stratégique de la région.
Dans la semaine du 12 avril 2021, la Russie soumet une demande à la Commission des limites du plateau continental des Nations Unies dans laquelle elle accroît ses revendications dans l'Arctique. Selon Philip Steinberg, professeur de géopolitique à l'Université de Durham, la Russie agrandit sa revendication de base, pour arriver à environ 705 000 kilomètres carrés. Cette extension pourrait entrainer des répercussions importantes pour les pays voisins de la Russie dans l'océan Arctique. D'après Robert Huebert, expert en sécurité dans la région du Nord, si l'ONU approuve la demande russe, cela pourrait beaucoup rapprocher la Russie de la zone économique exclusive du Canada. Il souligne également que la demande russe est bien plus conséquente que celles du Canada et du Danemark, et est donc une situation inédite. Il qualifie cette demande de « maximaliste » en raison du fait que la Russie revendique l'ensemble des plateaux continentaux canadiens et danois.
Les importantes revendications de la Russie sur les ressources présentes dans l'Arctique posent de nombreux problèmes sur la sécurité et leur souveraineté dans la région. La réponse de la Commission des limites du plateau continental des Nations Unies sera déterminante pour la suite de ses revendications et pour la diplomatie entre les différents pays présents dans l'Océan Arctique.
En 2024, un territoire norvégien à vendre en Arctique suscite l'intérêt de la Chine et de la Russie. Le terrain à vendre, appelé Sore Fagerfjord, se situe à l'ouest de l'archipel de Svalbard, à mi-chemin entre la Norvège continentale et le pôle nord. Celui-ci est un bien rare et recherché de 60 km2 et est en vente pour 300 millions d'euros. Sa valeur économique et géopolitique augmente constamment en raison de ses ressources en charbon ainsi qu'en pétrole. Le terrain est également idéal pour contrôler la navigation et le trafic aérien dans l'océan Arctique. Les potentiels intéressés sont : la Chine qui affiche un intérêt pour l'Arctique depuis un moment déjà, et la Russie qui y exploite des filons de charbons. Cependant, les tensions entre ces pays s'exacerbent en fonction du recul de la banquise à cause du réchauffement climatique. Il y a aussi un paradoxe qui s'installe à la question de la vente du terrain. En effet, le Svalbard est régi par un vide juridique qui entrouvre la porte aux pays étrangers. Un traité de 1920 reconnaît la souveraineté norvégienne sur ce territoire, mais il accorde aussi a certains pays, dont la Chine, le droit d'y exploiter les ressources naturelles sur un pied d'égalité.
Depuis sa réélection en 2024, Donald Trump affiche de nouvelles ambitions territoriales, déclarant vouloir faire du Canada le cinquante-et-unième Etat des Etats-Unis, annexer le Groenland et reprendre le contrôle du canal de Panama, y compris en recourant à la pression économique ou à la force militaire. Selon des sources au sein de son équipe de transition citées par le Washington Post, ces prises de position s'inscriraient dans une stratégie de guerre commerciale visant à contenir l'influence chinoise.

## Île Hans

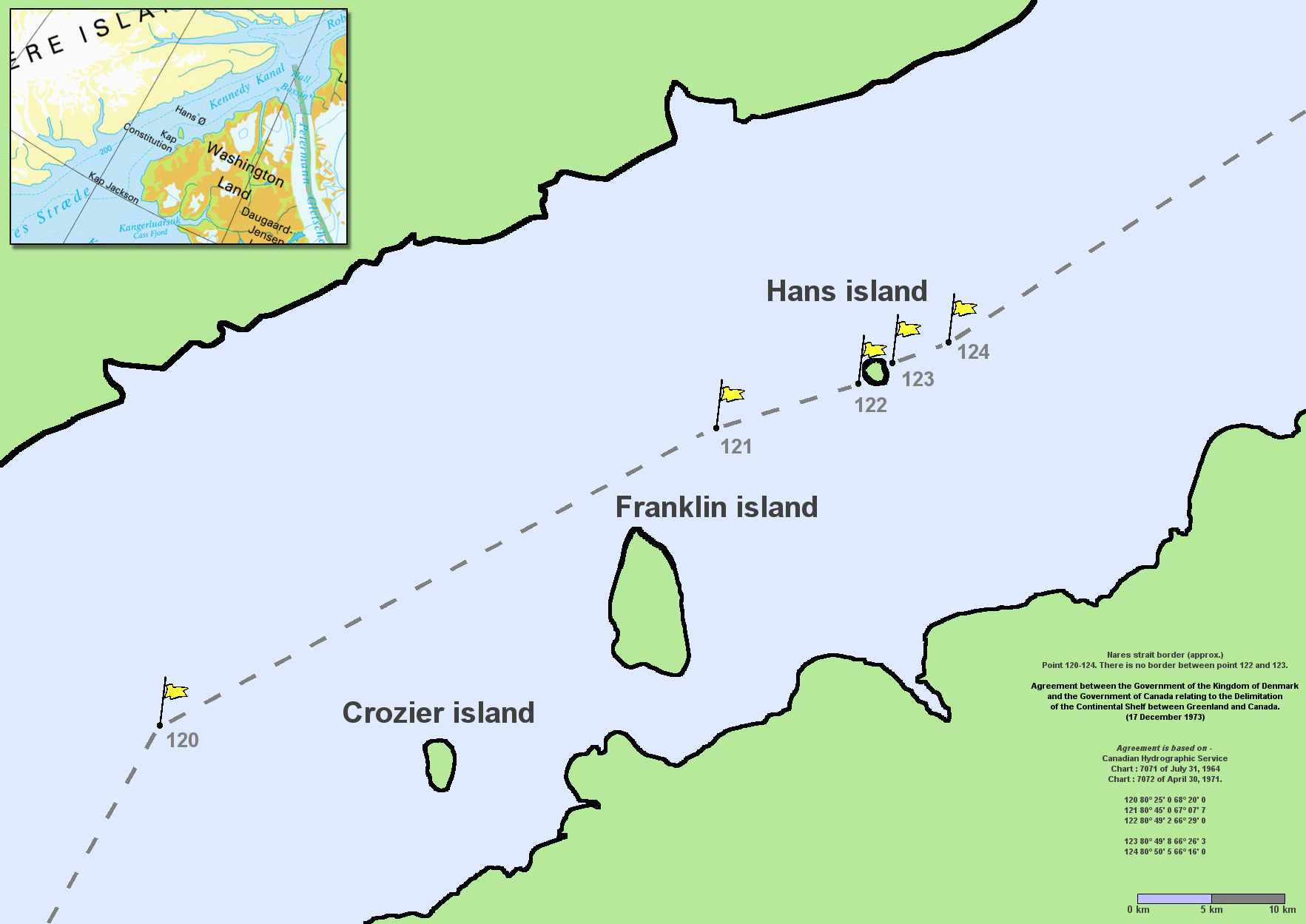
Carte du passage Kennedy et l'île contestée.

L'île Hans est située dans le détroit de Nares entre l'île d'Ellesmere (la plus au nord du Nunavut) au Canada et le Groenland.
En 1973, le Canada et le Danemark ont négocié et ratifié un traité de délimitation en vigueur depuis 1974. Le traité liste 127 points (latitude et longitude) du détroit de Davis  à l'extrémité du passage Robeson, qui fixent la limite entre les deux États. Mais le traité ne pose pas de ligne entre les points 122 (80° 49' 2 - 66° 29' 0) et 123 (80° 49' 8 - 66° 26' 3), sur une distance de 875 mètres. L'île de Hans est située au centre de cette zone.
Le drapeau danois a été planté sur l'île en 1984, 1988, 1995 et 2003. Le Canada a protesté à chaque fois.
La question a été réglée en juin 2022 par la signature d'un accord qui met fin à la Guerre du whisky en établissant une frontière qui coupe l'île approximativement en deux parts égales.

## Mer de Beaufort

Territoire contesté dans la mer de Beaufort

Il existe un débat sur la frontière entre le territoire canadien du Yukon, et l'État américain de l'Alaska dans la mer de Beaufort.
La position canadienne est que la frontière maritime doit prolonger la frontière terrestre. Les Américains soutiennent que la frontière doit se situer sur une ligne équidistante des côtes des États. Les zones disputées pourraient contenir des réserves importantes d'hydrocarbure. Les États-Unis ont déjà réalisé des recherches prospectives. Le Canada a protesté sur le terrain diplomatique.
L'absence de ratification par les États-Unis de la Convention des Nations unies sur le droit de la mer empêche tout règlement du conflit.

## Passage du Nord-Ouest

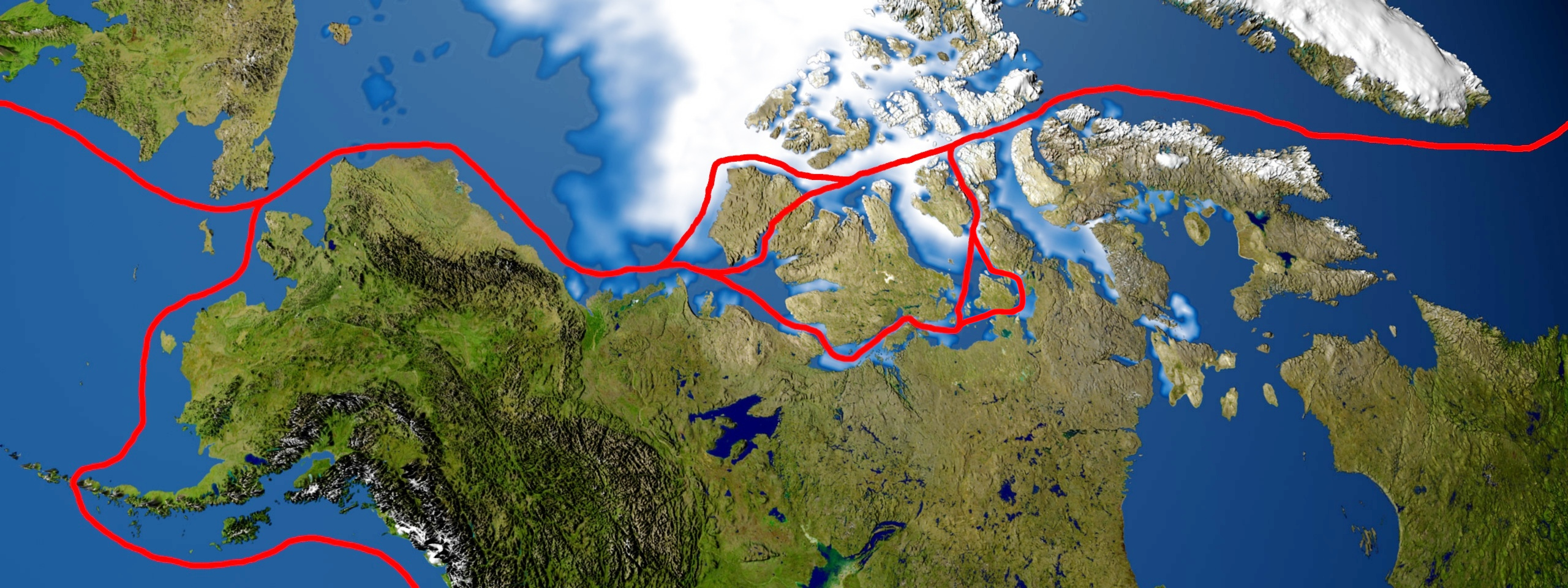
Le passage du Nord-Ouest

Le statut du passage du Nord-Ouest est discuté : le Canada le considère comme partie intégrante de ses eaux intérieures, et donc que sa souveraineté y est entière. Les États-Unis et de nombreuses autres nations considèrent qu'il s'agit d'un passage international ce qui signifie que les navires étrangers disposent d'un droit de passage. Sous un tel régime, le Canada  aurait le droit de règlementer la pêche, la protection de l'environnement par exemple mais ne pourrait fermer le passage,.